# Miguel Caló
Miguel Caló (Buenos Aires, 28 de octubre de 1907 - ib., 24 de mayo de 1972) fue un director de orquesta, compositor y bandoneonista argentino.

## Primeros años
Nacido en el barrio porteño de la Balvanera, estudió violín y bandoneón y trabajó en orquestas de gran importancia desde 1926; ese año integró la línea de bandoneones de la orquesta de Osvaldo Fresedo y al siguiente la del pianista y director Francisco Pracánico. 

## Con sus propias orquestas
Formó su primera orquesta en 1929, que luego disolvió para ingresar a la orquesta del pianista y poeta  Cátulo Castillo con la que realizó una gira por España en la que también participaron los hermanos Ricardo y Alfredo Malerba y el cantor Roberto Maida.
De regreso en Buenos Aires formó una nueva orquesta con el bandoneonista Domingo Cuestas, los violinistas  Domingo Varela Conte, Hugo Gutiérrez y Enrique Valtri, el contrabajista Enzo Ricci y el pianista Luis Brighenti, la que más adelante dejó para unirse a la orquesta de Fresedo con la que viajó a Estados Unidos.
En 1932 grabó por primera vez, registrando con la voz de Román Prince para el sello Splendid el tango Milonga porteña -música de Caló y Luis Brighenti sobre letra de Mario César Gomila- y el vals Amarguras de Miguel Nijensohn y Jaime de los Hoyos. Tanto ese año como el siguiente, Caló integró con Raúl Kaplún con violín y Luis Brighenti en el piano, el Trío Puloil, llamado así por la marca de un polvo limpiador que fabricaba el auspiciante de un concurso radial de cantantes que se transmitía por Radio Splendid en el cual el terceto acompañaba a los participantes.
En 1934 formó una nueva orquesta, con un estilo claramente influenciado por Fresedo y un sonido que recuerda a Di Sarli. En el conjunto estaba el pianista Miguel Nijensohn, quien dejó un sello que perduraría por siempre en su estilo: su instrumento tenía a su cargo encadenar las frases musicales, con una cadencia y un ritmo ideal para los bailarines. Cabe destacar el aporte del cantor Carlos Dante, con quien registró 18 temas de una relevante belleza.
Desde 1937 contó con Argentino Galván como arreglador y en 1939 incorporó como cantor a Raúl Berón. También Alberto Morel y su hermano Roberto Caló fueron cantantes en esa etapa.
En 1942 los directivos de la emisora donde tocaba Caló le sugirieron que desvinculara a Berón porque no les satisfacía, pero en ese momento apareció el disco que habían grabado para Odeón el 29 de abril de 1942 con el tango Al compás del corazón de Domingo Federico y Homero Expósito y el vals El vals soñador con tanto éxito que los mismos directivos revieron su opinión.
A principios de 1943 Alberto Podestá dejó la orquesta de Miguel Caló para incorporarse a la de Pedro Laurenz; el letrista Oscar Rubistein, más conocido como Oscar Rubens le comentó a Caló sobre la labor de Raúl Iriarte y el director después de escucharlo cantar lo contrató para su orquesta que en ese momento estaba formada por los violinistas Enrique Mario Francini, Aquiles Aguilar, Antonio Bogas y Mario Lalli, los bandoneonistas, Domingo Federico, Armando Pontier, José Cambareri y Felipe Richiardi, el pianista Osmar Maderna y el contrabajista Armando Caló. El 17 de mayo de 1943, grabaron el primer disco juntos, que llevaba en una de sus caras el tango Es en vano llorar de Oscar Rubens y Alberto Suárez Villanueva y en la otra a Jorge Ortiz cantando el tango De barro, de Sebastián Piana y Homero Manzi. El 10 de agosto de 1943 grabó dos tangos de Carlos Bahr que acertaron en el gusto del público, Mañana iré temprano y Cada día te extraño más. Fue para Iriarte su época más brillante, que prosiguió hasta diciembre de 1945, durante el cual la orquesta de Caló grabó 43 temas, de los cuales solo 7 eran instrumentales; se recuerdan especialmente del período además de las nombradas, las versiones cantadas por Iriarte de Marión, Nada, Tabaco y Trenzas y la última, que fue el tango de Homero Expósito y Enrique Francini, Óyeme. Iriarte fue el cantor que más grabaciones hizo en la orquesta de Caló. En 1943 se fue de la orquesta Domingo Federico y al año siguiente Raúl Berón dejó a Demare y retornó a la orquesta de Caló  integrando con Iriarte una pareja de cantores que le permitió competir las orquestas más populares del momento, las de Juan D'Arienzo, Carlos Di Sarli y Aníbal Troilo. A fin de 1945 Enrique Mario Francini y Armando Pontier se alejan de la orquesta para codirigir su propio conjunto, en tanto Maderna e Iriarte acordaron independizarse formando un binomio, pero al poco tiempo el cantor volvió con Caló en tanto Maderna debutaba con su propia orquesta en el café Marzotto.
Caló era un gran director, capaz de convocar a un conjunto de músicos jóvenes de extraordinaria capacidad y solvencia, que con el tiempo pasaron a formar sus propias agrupaciones. Valga citar a Domingo Federico, Armando Pontier, Carlos Lazzari, Eduardo Rovira, Julián Plaza, José Cambareri (bandoneones), Enrique Mario Francini, Antonio Rodio, Nito Farace (violines), Ariel Pedernera y Juan Fassio (contrabajo y Alfredo Dalton (cantor).
En 1961 junto a los bandoneones de Armando Pontier y Domingo Federico, los violines de Enrique Francini y Hugo Baralis, el piano Orlando Trípodi, y la voz de Raúl Berón y Alberto Podestá, Miguel Caló formó la orquesta que denominó "Miguel Caló y su orquesta de las estrellas" con la que actuó con gran éxito por Radio El Mundo y grabaron para Odeón 12 nuevos temas entre el 16 de abril y el 7 de junio de 1963.

## Compositor
Escribió los tangos instrumentales Milonga porteña, Mi gaucha, Garabito, Todo es mentira, Ternuras y  Campanita oración y de tangos cantables como Me llamo Anselmo Contreras,, Si yo pudiera comprender, Que falta me hacés y Como le digo a mi vieja. En colaboración con Osmar Maderna escribió la letra y música de Jamás retornarás y Qué te importa que te llore que fueron grabados por Raúl Berón. También compuso el tango Dos fracasos, con letra de Homero Expósito y la milonga Cobrate y dame el vuelto con letra de Enrique Dizeo.

## Valoración
Escribe José Gobello que quizás haya sido Miguel Caló quien entre los integrantes de la llamada "guardia del cuarenta" del tango haya logrado más plenamente el equilibrio del baile, tango y música.
Miguel Caló falleció en Buenos Aires el 24 de mayo de 1972.